# Domanynci (stacja kolejowa)
Domanynci (ukr. Доманинці) – stacja kolejowa na granicy miejscowości Użhorod i Onokiwci, w rejonie użhorodzkim, w obwodzie zakarpackim, na Ukrainie. Położona jest na linii Sambor – Czop.